# Kovor
Kovor – wieś w Słowenii, w gminie Tržič. W 2018 roku liczyła 796 mieszkańców.